# Wisselstroomseriemotor

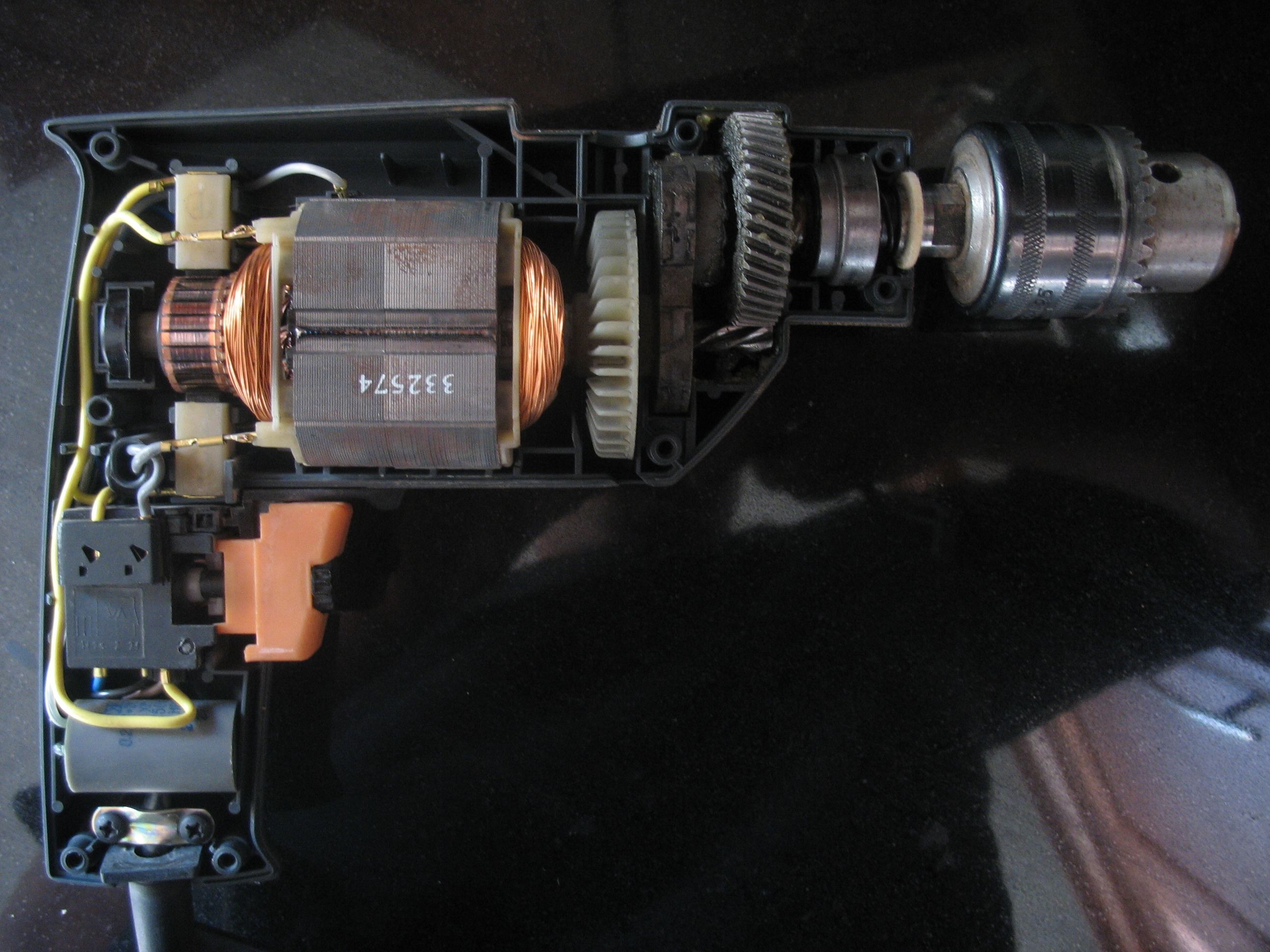
Wisselstroomseriemotor in een handboormachine

De wisselstroomseriemotor, ook universeelmotor genoemd, is een elektromotor die zowel op gelijkspanning als op eenfasige wisselspanning werkt.
De wisselstroomseriemotor is een motor die met name gebruikt wordt in apparaten die niet continu gebruikt worden, en in apparaten die in snelheid worden geregeld, zoals boormachines, slijptollen, keukenmachines en stofzuigers.

## Principe

Principe wisselstroomseriemotor met aansluiting voor wissel- en gelijkstroom

De stator bestaat uit een ijzeren kern, waarop een meestal in tweeën gedeelde statorwikkeling is aangebracht die het bekrachtigingsveld opwekt. In de ronddraaiende anker (de rotor) liggen de ankerwikkelingen waarvan de uiteinden verbonden zijn met de commutator. Via koolborstels wordt de commutator en dus het anker van stroom voorzien.
Omdat bij de gelijkstroomseriemotor beide wikkelingen in serie zijn geschakeld zal de stroomrichting in zowel het stator- als het rotorveld gelijktijdig van richting veranderen. Als gevolg hiervan zal het opgewekte koppel dezelfde richting behouden. Ondanks de continu wisselende richting van de wisselstroom blijft de draairichting van de motor dezelfde. Het koppel is, indien wisselspanning wordt toegepast, echter niet constant maar verandert met de dubbele netfrequentie. Dat veroorzaakt trillingen in de motor en in de belasting. Bij kleine seriemotoren is dit vaak niet merkbaar, omdat de rotor een bepaalde traagheid bezit.

## Eigenschappen
Net als bij een gelijkstroomseriemotor is het toerental afhankelijk van de belasting. Bij toenemende belasting neemt het toerental af, waarbij het koppel sterker wordt. Geheel onbelast kan het toerental zo hoog worden dat het anker of de lagers beschadigd kunnen worden. In het ontwerp wordt hier rekening mee gehouden. Door het aanbrengen van een kleine koelventilator op de motoras met een relatief groot luchtwrijvingsverlieskoppel wordt voorkomen dat de motor op hol slaat en wordt tevens gezorgd voor voldoende luchtkoeling tijdens bedrijf.

## Voordelen
- Een hoog startkoppel tijdens het aanlopen.
- Hogere toerentallen (tot ca 25.000 omw/min) mogelijk dan bij asynchrone motoren op netfrequentie.
- Net als bij de gewone gelijkstroommotor kan het toerental eenvoudig geregeld worden door het variëren van de motorspanning. Bij goedkope/lichte motoren via regelweerstanden, bij de duurdere/zwaardere uitvoeringen via een triacregelaar.

## Nadelen
- De in de motor aanwezige commutator is aan slijtage onderhevig en veroorzaakt vaak vonken onder invloed van de optredende ankerreactie. Om EMC-storingen te beperken kan de motor worden voorzien van ontstoringscondensatoren, geplaatst parallel aan het anker en gekoppelde seriezelfinducties in de aanvoerleidingen naar de commutator..
- Een laag rendement van circa 80%, waardoor veel warmteproductie ontstaat. Om hoge wervelstroomverliezen te voorkomen moet niet alleen de rotor maar ook de stator gelamelleerd worden.
- Het gebruik van machines met een universeelmotor vergt regelmatig onderhoud. Bij normaal gebruik zou het goed zijn om het motorhuis periodiek met een compressor schoon te blazen. Dit kan de levensduur aanmerkelijk verlengen.
- Als gevolg van het pulserende koppel produceert deze motor veel trillingen en dus veel geluid.